# 杰里米·沃瑟斯庞
杰里米·沃瑟斯庞（英語：Jeremy Wotherspoon，1976年10月26日—），加拿大男子速度滑冰运动员。他曾代表加拿大参加1998年、2002年、2006年和2010年冬季奥林匹克运动会速度滑冰比赛，其中1998年冬季奥运会获得一枚银牌。